# Musica libera
Per musica libera si intende qualsiasi opera musicale che è rilasciata sotto i termini di una licenza di contenuto libero. Ciò significa che, una volta ottenuta, può essere ascoltata, modificata e condivisa senza restrizioni.

## Diffusione
Esistono siti web da cui è possibile scaricare gratuitamente musica libera. Il più conosciuto è Jamendo, un portale internazionale che raccoglie musica pubblicata con licenze Creative Commons, Licence Art Libre, pubblico dominio, ecc.